# Dragonia Magazine
Dragonia Magazine – niewydawany obecnie polski, bezpłatny magazyn internetowy, wydawany na licencji CC BY-ND, poświęconym tematyce GNU/Linuksa i Wolnego Oprogramowania. Celem magazynu było propagowanie idei Wolnego Oprogramowania oraz przybliżanie szerokiej rzeszy czytelnikom nowoczesnych technologii systemu GNU/Linux i pochodnych. Magazyn ukazywał się średnio w miesięcznych/półtoramiesięcznych odstępach czasu i był udostępniany w formacie PDF i DjVu.

## Działy
- System
- Felieton
- Programowanie
- Software
- Literatura

## Redakcja
Ostatni skład redakcyjny:
- Piotr Krakowiak „dragon” – redaktor naczelny
- Rafał Domeracki
- Karol Kozioł „axio”
- Piotr Szewczuk
- Tomasz Łuczak „tlu” – zastępca redaktora naczelnego
- Paulina Budzoń
- Krzysztof Biskup „irish”
- Keyto „Keyto”
- Andrzej Warzyński
- Krzysztof Ołowski
- Kamil Galos „pedros”

Osoby współpracujące: Maciej Kamiński, Grzegorz Kuczyński, Maciej Miąsik i inni.